# Joan Parets Serra
Joan Parets Serra (Santa María del Camino, Baleares, 1940-Palma de Mallorca, 13 de julio de 2021) fue un sacerdote y musicólogo español. Capellán y fundador del Centro de Investigación y Documentación Histórico-Musical de Mallorca.

## Biografía
Nacido en la localidad mallorquina de Santa María del Camino, en el hostal de Can Medio. Su hermano Miguel es misionero. Tras estudiar en el seminario conciliar de San Pedro (Palma de Mallorca), fue ordenado sacerdote en 1967. 
Su primer destino pastoral le llevó de vicario de Buñola (1967-1974), donde fundó la coral polifónica de Buñola (1967) y la revista Se Castellet (1968).
Posteriormente fue vicario de la parroquia de San José Obrero de Palma de Mallorca (1974-1975). Tras unos años en Lima, Perú (1975-1981), regresó a España, donde fue nombrado rector de Cristo Rey en Inca (1981-1984) y de Lloseta (1984-1987). En 1984 fundó el Centro de Investigación y Documentación Histórico-Musical de Mallorca (1984).
En 1987 volvió al Perú, donde residió hasta 1989. A su regreso, fue rector de Sinéu y, después de Campanet y Moscari.
En 1990 fue nombrado presidente de la Comisión Diocesana de Música Sagrada.
El 13 de julio de 2021 falleció en Palma de Mallorca, a los 81 años.

### Premios
La Fundación ACA, de Búger premió a Joan Parets por su trayectoria como documentalista musical y por su trabajo para la recuperación del patrimonio musical de las Islas Baleares (noviembre, 2009).